# Shine a Light (Bryan Adams)
Shine a Light is een nummer van de Canadese zanger Bryan Adams uit 2019. Het is de eerste single van zijn gelijknamige veertiende studioalbum.
Bryan heeft het nummer samen met Ed Sheeran geschreven. "Shine a Light" wist alleen in België de hitlijsten te bereiken. Het haalde de 13e positie in de Vlaamse Tipparade.